# جیمی مالن
جیمی مالن  (به انگلیسی: Jimmy Mullen) زادهٔ ۶ ژانویه ۱۹۲۳ بازیکن فوتبال اهل انگلستان بود که سابقهٔ بازی در تیم ملی فوتبال انگلستان را در کارنامهٔ خود دارد. وی در تاریخ ۱۲ آوریل ۱۹۴۷ نخستین بازی ملی خود را در مقابل تیم ملی فوتبال اسکاتلند انجام داد و با حضور در ۱۲ بازی ملی، در تاریخ ۲۰ ژوئن ۱۹۵۴ واپسین بازی ملی‌اش را در برابر تیم ملی فوتبال سوئیس برگزار کرد.
این بازیکن توانسته در بازی‌های ملی، ۶ گل به ثمر برساند.